# دیپ پرپل
دیپ پرپل (به انگلیسی: Deep Purple) یک گروه راک انگلیسی است که در ۱۹۶۸ در لندن تشکیل شد. دیپ پرپل را یکی از پیشگامانِ موسیقی هوی متال و هارد راکِ مدرن در نظر می‌گیرند، گرچه برخی اعضای دیپ پرپل مدعی هستند که موسیقی آن‌ها نمی‌تواند در این سبک‌ها دسته‌بندی شود. گروه در طول فعالیت خود تغییرات زیادی در ترکیب نفرات خود دیده، و بین سال‌های ۱۹۷۶ تا ۱۹۸۴ فعالیتی نداشت. ترکیب اعضای گروه مابین سال‌های ۱۹۶۸ تا ۱۹۷۶ با عناوین مارک۱٬۲٬۳ و ۴ شناخته می‌شود. ترکیب مارک ۲ موفق‌ترین ترکیب دیپ پرپل بود به رهبری ایان گیلان (خواننده) و ریچی بلکمور (گیتار) که مابین سال‌های ۱۹۶۹ تا ۱۹۷۳ فعالیت کرد و در سال‌های ۱۹۸۴ تا ۱۹۸۹، و دوباره در سال‌های ۱۹۹۲ تا ۱۹۹۳ احیا شد. گروه مابین سال‌های ۱۹۶۸ تا ۱۹۶۹ با ترکیبی که راد ایوانز به عنوان خواننده، مابین سال‌های ۱۹۷۳ تا ۱۹۷۶ و با حضور دیوید کاوردیل به عنوان خواننده، مابین سال‌های ۱۹۸۹ تا ۱۹۹۲ و با حضور جان لین ترنر؛ موفقیت‌های متوسطی را بدست آورد. ترکیب کنونی گروه شامل سایمن مک براید و ایان گیلان (خواننده) است که تداوم بیشتری داشته است، هرچند که با بازنشستگی جان لرد (کیبوردیست) از گروه در سال ۲۰۰۲، ایان پیس (درام) تنها عضو گروه است که از ابتدای شکل‌گیری گروه در آن باقی‌مانده است.
در ۱۶ سپتامبر ۲۰۲۲، مک براید به عنوان جانشین دائمی مورس معرفی شد.
آلبوم‌های دپ پرپل تا کنون بیش از ۱۰۰ میلیون فروش در سرتاسر جهان داشته که ۷٫۵ میلیون آن تنها در ایالات متحده دارای تصدیدقیه است. در سال ۲۰۱۱ مجلهٔ کلسیک گیتار جایزهٔ نوآوری را به گروه دیپ پرپل اعطا کرد. در سال ۲۰۱۶، دیپ پرپل وارد تالار مشاهیر راک اند رول شد.

## اعضا

### اعضای کنونی
- ایان پیس – درام (۱۹۶۸–۱۹۷۶, ۱۹۸۴–اکنون)
- راجر گلاور – بیس، کیبوردز، آواز زمینه (۱۹۶۹–۱۹۷۳, ۱۹۸۴–اکنون)
- ایان گیلان – آواز اصلی، سازدهنی، سازهای کوبه‌ای (۱۹۶۹–۱۹۷۳, ۱۹۸۴–۱۹۸۹, ۱۹۹۲–اکنون)
- دان آیری – کیبوردز (۲۰۰۲–اکنون)
- سایمن مک براید – گیتار (۲۰۲۲–اکنون)

### اعضای پیشین
- جان لرد
- ریچی بلکمور
- راد ایوانز
- نیک سیمپر
- دیوید کاوردیل
- گلن هیوز
- تامی بولین
- جو لین ترنر
- جو ستریانی
- استیو مورس

## آلبوم‌ها

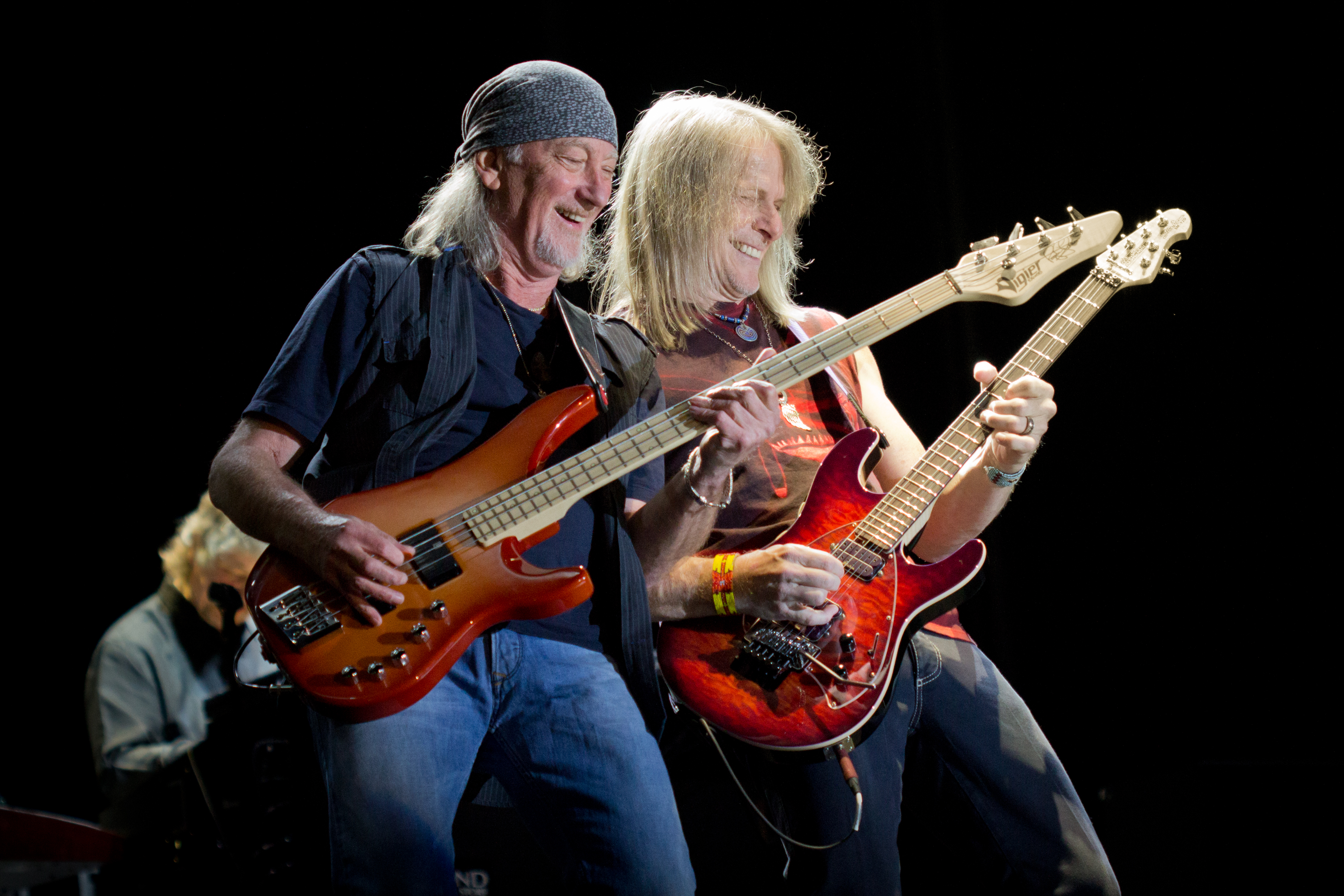
نگاره‌ای از اجرای گروه راک دیپ پِرپِل در فستیوال Músicos en la naturaleza در اسپانیا.

آلبوم‌های استودیویی
- Shades of Deep Purple 1968
- The Book of Taliesyn 1968
- Deep Purple 1969
- Deep Purple in Rock 1970
- Fireball 1971
- Machine Head 1972
- Who Do We Think We Are 1973
- Burn 1974
- Stormbringer 1974
- Come Taste the Band 1975
- Perfect Strangers 1984
- The House of Blue Light 1987
- Slaves and Masters 1990
- The Battle Rages On... 1993
- Purpendicular 1996
- Abandon 1998
- Bananas 2003
- Rapture of the Deep 2005
- Now What ?! ۲۰۱۳
- Infinite 2017
- Whoosh! ۲۰۲۰
- Turning to Crime 2021
- =۱ ۲۰۲۴